# Killing Me Softly with His Song
"Killing Me Softly with His Song" là một bài hát được viết lời và sản xuất bởi Charles Fox với sự tham gia hỗ trợ viết lời từ Norman Gimbel. Ban đầu, bài hát được thu âm bởi Lori Lieberman vào cuối năm 1971. Năm 1973, nó trở thành một bản hit ở Canada và Hoa Kỳ sau khi được hát lại bởi Roberta Flack, đồng thời đạt vị trí thứ sáu ở Vương quốc Anh. Bài hát đã được hát lại bởi nhiều nghệ sĩ khác nhau, trong đó nổi bật nhất là phiên bản của Fugees, đã trở thành một bản hit toàn cầu.

## Phiên bản của Roberta Flack
Năm 1972, ca sĩ người Mỹ Roberta Flack quyết định thu âm bản hát lại cho "Killing Me Softly with His Song" sau khi trình diễn nó lần đầu tiên như là bài hát kết thúc cho tiết mục mở màn của cô trong một buổi diễn của Marvin Gaye và ngay lập tức nhận được nhiều sự hưởng ứng lớn từ khán giả. Phiên bản của Flack được thực hiện với phong cách soul và sản xuất bởi Joel Dorn, và được phát hành như là đĩa đơn đầu tiên trích từ album phòng thu thứ năm của cô, Killing Me Softly (1973) vào ngày 21 tháng 1 năm 1973 bởi Atlantic Records.
Sau khi phát hành, "Killing Me Softly with His Song" của Flack nhận được những phản ứng tích cực từ các nhà phê bình âm nhạc, và chiến thắng ba giải Grammy cho Thu âm của năm, Bài hát của năm và Trình diễn giọng pop nữ xuất sắc nhất tại lễ trao giải thường niên lần thứ 16. Ngoài ra, nó còn được xếp ở vị trí thứ 360 trong danh sách 500 Bài hát vĩ đại nhất mọi thời đại của tạp chí Rolling Stone, và được đưa vào Đại sảnh danh vọng Grammy vào năm 1999. Bài hát cũng đạt được nhiều thành công về mặt thương mại, đứng đầu bảng xếp hạng ở Canada và lọt vào top 10 ở nhiều quốc gia khác, bao gồm Hà Lan, Na Uy và Vương quốc Anh. Tại Hoa Kỳ, nó đạt vị trí số một trên bảng xếp hạng Billboard Hot 100 trong năm tuần không liên tiếp, trở thành đĩa đơn thống trị bảng xếp hạng lâu nhất trong năm 1973.

### Xếp hạng

#### Xếp hạng tuần
| Bảng xếp hạng (1973)                     | Vị trí cao nhất |
| ---------------------------------------- | --------------- |
| Áo (Ö3 Austria Top 40)                   | 19              |
| Canada (RPM)                             | 1               |
| Đức (Official German Charts)             | 30              |
| Ireland (IRMA)                           | 10              |
| Hà Lan (Dutch Top 40)                    | 3               |
| Hà Lan (Single Top 100)                  | 4               |
| Na Uy (VG-lista)                         | 4               |
| Thụy Sĩ (Schweizer Hitparade)            | 32              |
| Anh Quốc (OCC)                           | 6               |
| Hoa Kỳ Billboard Hot 100                 | 1               |
| Hoa Kỳ Adult Contemporary (Billboard)    | 2               |
| Hoa Kỳ Hot R&B/Hip-Hop Songs (Billboard) | 2               |

#### Xếp hạng mọi thời đại
| Bảng xếp hạng        | Vị trí |
| -------------------- | ------ |
| US Billboard Hot 100 | 92     |

## Phiên bản của Fugees
Năm 1995, nhóm nhạc hip hop nước Mỹ Fugees đã thu âm bài hát cho album phòng thu thứ hai của họ, The Score (1996) với tiêu đề được rút gọn "Killing Me Softly" (hoặc "Killing Me Softly (With His Song)"), trong đó Lauryn Hill đóng vai trò giọng ca chính. Phiên bản của nhóm được phối lại theo phong cách R&B và hip hop soul, trong đó sử dụng đoạn nhạc mẫu từ bài hát "Bonita Applebum" của A Tribe Called Quest từ album đầu tay của họ, People's Instinctive Travels and the Paths of Rhythm (1990). Họ cũng đảm nhận phần sản xuất nó, và là sự lựa chọn cuối cùng trong quá trình thu âm của The Score.
Sau khi phát hành, phiên bản của Fugees nhận được những phản ứng tích cực từ các nhà phê bình âm nhạc, trong đó họ đánh giá cao quá trình sản xuất của nó và giọng hát của Hill thể hiện trong bài hát. Ngoài ra, "Killing Me Softly" còn giúp nhóm chiến thắng một giải Grammy cho Trình diễn giọng R&B xuất sắc nhất của bộ đôi hoặc nhóm nhạc tại lễ trao giải thường niên lần thứ 39. Nó cũng gặt hái những thành công ngoài sức tưởng tượng về mặt thương mại, đứng đầu các bảng xếp hạng ở hầu hết những quốc gia nó xuất hiện, bao gồm nhiều thị trường lớn như Úc, Áo, Pháp, Đức, Ireland, Hà Lan, Thụy Sĩ và Vương quốc Anh, nơi nó trở thành đĩa đơn bán chạy nhất năm 1996 tại đây. Tại Hoa Kỳ, bài hát không được phát hành làm đĩa đơn thương mại nên không thể lọt vào bảng xếp hạng Billboard Hot 100, nhưng vươn đến vị trí thứ hai trên bảng xếp hạng sóng phát thanh tại đây.
Video ca nhạc cho "Killing Me Softly" được đạo diễn bởi Aswad Ayinde, trong đó nhóm trình diễn nó ở một rạp chiếu phim, bên cạnh sự xuất hiện của Flack trong video. Nó đã nhận được hai đề cử tại Giải Video âm nhạc của MTV năm 1996 cho Video xuất sắc nhất của nhóm nhạc và Video R&B xuất sắc nhất, và chiến thắng giải sau. Để quảng bá bài hát, Fugees đã trình diễn nó trên nhiều chương trình truyền hình và lễ trao giải lớn, như The Rosie O'Donnell Show, Top of the Pops, Giải Điện ảnh của MTV năm 1996 và Giải Video âm nhạc của MTV năm 1996. Được đánh giá là bài hát thành công trong sự nghiệp của nhóm, "Killing Me Softly" đã xuất hiện trong nhiều album tổng hợp và phối lại của họ kể từ khi phát hành, bao gồm Bootleg Versions (1996) và Greatest Hits (2003).

### Danh sách bài hát
Đĩa CD #1 tại châu Âu
1. "Killing Me Softly" (bản LP không phần giới thiệu) - 4:50
2. "Cowboys" (bản album) - 3:35

Đĩa CD #1 tại Anh quốc
1. "Killing Me Softly" (bản album không phần giới thiệu) - 4:03
2. "Killing Me Softly" (bản album không lời) - 4:03
3. "Cowboys" (bản album) - 3:35
4. "Nappy Heads" (phối lại) - 3:49

Đĩa CD #2 tại châu Âu và Anh quốc
1. "Killing Me Softly" (bản album với phần giới thiệu) - 4:16
2. "Fu-Gee-La" (Refugee Camp Global Mix) - 4:15
3. "Vocab" (Refugees Hip Hop Mix) - 4:07
4. "Vocab" (Salaam's Acoustic Remix) - 5:54

### Xếp hạng
| Bảng xếp hạng (1996-97)               | Vị trí cao nhất |
| ------------------------------------- | --------------- |
| Úc (ARIA)                             | 1               |
| Áo (Ö3 Austria Top 40)                | 1               |
| Bỉ (Ultratop 50 Flanders)             | 1               |
| Bỉ (Ultratop 50 Wallonia)             | 1               |
| Canada (RPM)                          | 6               |
| Canada Adult Contemporary (RPM)       | 6               |
| Đan Mạch (Tracklisten)                | 1               |
| Châu Âu (European Hot 100 Singles)    | 1               |
| Phần Lan (Suomen virallinen lista)    | 1               |
| Pháp (SNEP)                           | 1               |
| Đức (Official German Charts)          | 1               |
| Ireland (IRMA)                        | 2               |
| Ý (FIMI)                              | 1               |
| Hà Lan (Dutch Top 40)                 | 1               |
| Hà Lan (Single Top 100)               | 1               |
| New Zealand (Recorded Music NZ)       | 1               |
| Na Uy (VG-lista)                      | 1               |
| Scotland (OCC)                        | 1               |
| Tây Ban Nha (AFYVE)                   | 2               |
| Thụy Điển (Sverigetopplistan)         | 1               |
| Thụy Sĩ (Schweizer Hitparade)         | 1               |
| Anh Quốc (OCC)                        | 1               |
| Hoa Kỳ Radio Songs (Billboard)        | 2               |
| Hoa Kỳ Adult Contemporary (Billboard) | 30              |
| Hoa Kỳ Adult Pop Airplay (Billboard)  | 20              |
| Hoa Kỳ Dance Club Songs (Billboard)   | 48              |
| Hoa Kỳ Pop Airplay (Billboard)        | 1               |
| Hoa Kỳ Rhythmic (Billboard)           | 1               |

| Bảng xếp hạng (1996)                 | Vị trí |
| ------------------------------------ | ------ |
| Australia (ARIA)                     | 2      |
| Austria (Ö3 Austria Top 40)          | 2      |
| Belgium (Ultratop 50 Flanders)       | 2      |
| Belgium (Ultratop 50 Wallonia)       | 1      |
| Canada (RPM)                         | 43     |
| Canada Adult Contemporary (RPM)      | 72     |
| Denmark (Tracklisten)                | 6      |
| Europe (European Hot 100 Singles)    | 4      |
| Finland (Suomen virallinen lista)    | 9      |
| France (SNEP)                        | 5      |
| Germany (Official German Charts)     | 1      |
| Italy (FIMI)                         | 6      |
| Japan (Tokyo Hot 100)                | 31     |
| Netherlands (Dutch Top 40)           | 4      |
| Netherlands (Single Top 100)         | 1      |
| New Zealand (Recorded Music NZ)      | 2      |
| Sweden (Sverigetopplistan)           | 2      |
| Switzerland (Schweizer Hitparade)    | 6      |
| UK Singles (Official Charts Company) | 1      |
| US Radio Songs (Billboard)           | 10     |

| Bảng xếp hạng (1990–99)              | Vị trí |
| ------------------------------------ | ------ |
| France (SNEP)                        | 29     |
| Netherlands (Dutch Top 40)           | 80     |
| UK Singles (Official Charts Company) | 13     |

| Bảng xếp hạng                        | Vị trí |
| ------------------------------------ | ------ |
| UK Singles (Official Charts Company) | 45     |

### Chứng nhận
| Quốc gia                                                                           | Chứng nhận  | Số đơn vị/doanh số chứng nhận |
| ---------------------------------------------------------------------------------- | ----------- | ----------------------------- |
| Úc (ARIA)                                                                          | 3× Bạch kim | 210.000^                      |
| Áo (IFPI Áo)                                                                       | Bạch kim    | 50.000*                       |
| Pháp (SNEP)                                                                        | Bạch kim    | 500.000*                      |
| Đức (BVMI)                                                                         | 2× Bạch kim | 0^                            |
| Hà Lan (NVPI)                                                                      | Bạch kim    | 75.000^                       |
| New Zealand (RMNZ)                                                                 | Bạch kim    | 15.000*                       |
| Na Uy (IFPI)                                                                       | Bạch kim    | 50,000*                       |
| Thụy Điển (GLF)                                                                    | Bạch kim    | 20.000^                       |
| Thụy Sĩ (IFPI)                                                                     | Vàng        | 25.000^                       |
| Anh Quốc (BPI)                                                                     | 2× Bạch kim | 1.350.000^                    |
| * Chứng nhận dựa theo doanh số tiêu thụ. ^ Chứng nhận dựa theo doanh số nhập hàng. |             |                               |